# Sang Pil-Lee
Sang Pil-Lee es un deportista surcoreano que compitió en taekwondo. Ganó una medalla de oro en el Campeonato Asiático de Taekwondo de 2002, en la categoría de –54 kg.

## Palmarés internacional
| Campeonato Asiático | Campeonato Asiático | Campeonato Asiático | Campeonato Asiático |
| Año                 | Lugar               | Medalla             | Categoría           |
| ------------------- | ------------------- | ------------------- | ------------------- |
| 2002                | Amán (Jordania)     | Medalla de oro      | –54 kg              |